# Neotheronia costata
Neotheronia costata är en stekelart som beskrevs av Krieger 1905. Neotheronia costata ingår i släktet Neotheronia och familjen brokparasitsteklar. Inga underarter finns listade i Catalogue of Life.